# Haderonia nepalensis
Haderonia nepalensis är en fjärilsart som beskrevs av Charles Boursin 1964. Haderonia nepalensis ingår i släktet Haderonia och familjen nattflyn. Inga underarter finns listade i Catalogue of Life.